# Jerónimo Lomas Cantoral
Jerónimo Lomas Cantoral (Valladolid, ... – 1578) è stato un poeta spagnolo.
Noto soprattutto per le sue Opere poetiche (1578), tradusse le Piscatoriae di Luigi Tansillo.